# Official New Zealand Music Chart
Official New Zealand Music Chart – cotygodniowe zestawienie czterdziestu najlepszych singli i albumów w Nowej Zelandii, publikowane co tydzień przez Recorded Music NZ (dawniej Recording Industry Association of New Zealand). Music Chart obejmuje również dwadzieścia najlepszych singli i albumów artystów z Nowej Zelandii oraz dziesięć najlepszych albumów kompilacyjnych. Wszystkie listy są kompilowane na podstawie danych z fizycznej i cyfrowej sprzedaży w sklepach muzycznych w Nowej Zelandii.
Obecnie lista singli opiera się na danych dotyczących sprzedaży i odtworzeń strumieniowych utworów. W czerwcu 2014 roku ogłoszono, że lista będzie również uwzględniać strumieniowanie; to zmiana zaczęła obowiązywać od zestawienia opublikowanego 7 listopada 2014 roku, datowanego na 10 listopada 2014 roku. Wcześniej, do metodologii listy zaliczano również odtworzenia radiowe.

## Historia
Przed rokiem 1975 listy przebojów muzycznych w Nowej Zelandii były sporządzane na poziomie regionalnym przez magazyny, sklepy z płytami i stacje radiowe w sposób spontaniczny. To często miało miejsce w różnych czasach, co sprawiało, że tworzenie wykresów było skomplikowane, a nawet wtedy uwzględniane były jedynie single.
Od maja 1975 do 2004 roku RIANZ publikowało także coroczne ogólnokrajowe rankingi singli i albumów wydanych w Nowej Zelandii. Pozycje przyznawano za pomocą prostego systemu punktacji, gdzie numer jeden w danym tygodniu otrzymywał 50 punktów, numer dwa - 49 punktów, i tak dalej, a następnie sumowano wszystkie tygodnie. Od 2004 roku jednak coroczne zestawienia opierały się na pozycji utworów w oparciu o liczbę sprzedaży w danym roku.
Od kwietnia 2007 do października 2011 roku listy przebojów były prezentowane i archiwizowane na stronie internetowej radioscope.net.nz, gdzie wymieniono 13 różnych zestawień, z których najbardziej znane to RadioScope100 i NZ40 Airplay Chart. W listopadzie 2011 roku RIANZ uruchomiło zaktualizowaną stronę internetową poświęconą listom przebojów. Nowa strona internetowa z listami umożliwia również odsłuchiwanie fragmentów utworów, oglądanie teledysków oraz zakup utworów i albumów.
119 czerwca 2021 roku została uruchomiona nowa lista przebojów dla dziesięciu najpopularniejszych utworów w języku języku te reo Māor, z warunkiem, że co najmniej 70% tekstów utworu jest w języku Māori.

## 40. rocznica
W maju 2015 roku Recorded Music NZ świętowało 40. rocznicę istnienia oficjalnych nowozelandzkich list przebojów muzycznych - Official NZ Top 40 Music Charts. Wydarzenie to odbyło się w Vector Arena w Auckland i obejmowało występy 16 artystów zarówno z Nowej Zelandii, jak i spoza jej granic, którzy wcześniej osiągnęli różne kamienie milowe na listach, takie jak największa liczba pierwszych miejsc, najwięcej wpisów na listę, najdłuższy pobyt na liście i najwięcej tygodni na pierwszym miejscu.
W ramach obchodów wydano limitowaną edycję singla na czerwonym winylu, zawierającego utwory Tiki Taane „Always on my Mind” (utwór z Nowej Zelandii, który spędził najwięcej tygodni - 55 - na liście singli) i „Stand Up” Scribe'a (singiel z Nowej Zelandii, który przez najwięcej tygodni - 12 - zajmował pierwsze miejsce).
Następujące osiągnięcia na listach zostały odnotowane:

### Single
- Najwięcej singli na pierwszych miejscach list przebojów: The Beatles mają czternaście singli jako zespół, Justin Bieber z jedenastoma, a Katy Perry z dziewięcioma singlami na pierwszym miejscu.
- Najwięcej singli nr 1 (Nowa Zelandia): Deep Obsession, 3 single na pierwszym miejscu
- Najwięcej wejść na listę: Madonna, 53 wejścia
- Najwięcej wejść na listę (NZ): Shihad, 25 wejść
- Najwięcej tygodni na liście: New Order „Blue Monday”, 74 tygodnie
- Najwięcej tygodni na liście (NZ): Tiki Taane „Always On My Mind”, 55 tygodni

### Albumy
- Najwięcej albumów na pierwszym miejscu: U2, 13 albumów na pierwszym miejscu
- Najwięcej albumów na pierwszym miejscu (NZ) - Artysta krajowy: Hayley Westenra i Shihad, obaj z pięcioma albumami na pierwszym miejscu
- Najwięcej wejść na listę: Elton John, 35 wejść
- Najwięcej wejść na listę (NZ): Split Enz, 14 wejść
- Najwięcej tygodni na liście: Pink Floyd Dark Side of the Moon, 297 tygodni
- Najwięcej tygodni na liście (NZ): Fat Freddy's Drop Based on a True Story, 108 tygodni
- Najwięcej tygodni na pierwszym miejscu: Adele 21, 28 tygodni
- Najwięcej tygodni na pierwszym miejscu (NZ): Hayley Westenra Pure, 19 tygodni

## Certyfikaty sprzedaży
Od czerwca 2016 roku metoda ustalania certyfikacji została zmieniona na system oparty na punktach, uwzględniający kombinację sprzedaży fizycznej, sprzedaży cyfrowej i odsłuchów online. W przypadku singli, 175 odsłuchów jest uważane za równoważne jednej sprzedaży. Dla albumów stosowany jest system Stream Equivalent Album (SEA).
Singiel zakwalifikuje się do złotej certyfikacji, jeśli przekroczy 15 000 punktów, a do platynowej certyfikacji, jeśli przekroczy 30 000 punktów. Album zakwalifikuje się do złotej certyfikacji, jeśli przekroczy 7500 punktów, a do platynowej certyfikacji, jeśli przekroczy 15 000 punktów. W przypadku płyt DVD muzycznych (dawniej wideoklipów), złota akredytacja oznacza wysyłkę 2500 kopii, a platynowa akredytacja oznacza wysyłkę 5000 egzemplarzy do detalicznych punktów sprzedaży.
| Format             | Złoto  | Platyna |
| ------------------ | ------ | ------- |
| Single             | 15 000 | 30 000  |
| Albumy             | 7500   | 15 000  |
| Płyty DVD z muzyką | 2500   | 5000    |